# 吉弘楽
吉弘楽（よしひろがく ）は、大分県国東市武蔵地区に伝わる太鼓踊り。1996年（平成8年）12月20日に重要無形民俗文化財に指定された。

## 概要
武蔵町吉広地区にある楽庭（がくにわ）八幡神社の境内で、天下泰平・五穀成就・虫祈祷のために行われる踊りである。
大分県各地に分布する太鼓踊りの一種で、総勢49人の踊り手達が、烏帽子、兜、陣笠等を被り、手甲、脚絆、腰蓑を身に付け、旗差物を背中に差した戦国時代風のいでたちで、声迦（しょうが）と呼ばれる念仏を唱え、胸に吊した太鼓を打ち鳴らしながら、隊形を様々に変えて踊る。
もともとは毎年旧暦6月13日に行われていたが、近年は毎年7月の第4日曜日に行われるようになっている。楽打ちは午前10時からと午後2時からの2回演じられる。
「ツグリ」と呼ばれる演目は、神納（しんのう）、ガタガタ、ツクテンツク、道楽（みちがく）、四方固（しほうがため）、テンゴーゲー、念仏（ねんぶつ）、テンゴーゲー、シドロ、チーゴーゲー、テンダラマンダラ、チーゴーゲー、ツクマン、トーテンの14種に及び、これを通しで演じる「一庭」には1時間以上を要する。

## 歴史
南北朝時代に、大友氏から分かれた田原氏庶流の吉弘正堅が吉広に入封した際に、柞原八幡宮の分霊を祀って創始されたと伝えられる。
その後、大友氏の滅亡によりいったんは衰退するが、元禄10年（1697年）に杵築藩2代藩主松平重栄が、吉広から伝わり都甲松行に残っていた吉弘楽をこの地に復活させ、依頼、連綿と伝統が受け継がれている。
吉弘楽のツグリが天台宗の七仏薬師法とよく似ているとして、この行事の密教の修法との関連を指摘する説もある。